# 화이트햇
화이트햇 해커(영어: white-hat hacker) 또는 화이트햇(영어: white hat)은 모의 해킹(영어: penetration testing)이나 다른 취약점 점검 등의 기법에 전문적인 보안전문가로 블랙햇(영어: black-hat hacker)과 대비되는 개념이다. 이들은 공익 또는 학업을 위한 순수 목적으로 정보 시스템에 대해 해킹을 시도하며 해킹에 대한 대응전략을 구상한다. 한국에서는 주로 화이트 해커라고 불린다. 기업들이 화이트해커를 고용하여 자신들의 보안 시스템을 점검하기도 한다.

## 유래
'화이트햇'은 주로 서부영화에 나오는 착한 주인공역이 주로 흰색 카우보이 모자를 쓰고 나온 것에서 유래된 것이다. 반대로 '블랙햇'의 경우는 악당들이 쓰고 나오는 검은색 카우보이 모자에 대비된 것이다.

## 같이 보기
- 그레이햇(grey-hat)
- 훙커(레드 해커)
- 우마오당
- 금순공정
- 화이트햇 콘테스트